# Edwin E. Salpeter
Edwin Ernest Salpeter (Viena, 3 de dezembro de 1924 — Ithaca, Nova Iorque, 26 de novembro de 2008) foi um astrônomo austro-australiano-americano.
Imigrou da Áustria para a Austrália com sua família ainda quando jovem e mais tarde foi para os Estados Unidos.
Em 1948 Edwin Ernest Salpeter entrou para a Universidade Cornell. Já em 1951 Salpeter lançou a primeira de várias teorias que ele construiría ao longo de sua vida, explicando um processo de queima de hélio no interior das estrelas.

## Prémios e honrarias
- 1973 – Medalha de Ouro da Royal Astronomical Society[1]
- 1974 – Prêmio Memorial J. Robert Oppenheimer
- 1974 – Henry Norris Russell Lectureship
- 1987 – Medalha Bruce[2]
- 1985 – Medalha Karl Schwarzschild[3]
- 1996 – Medalha Dirac (UNSW)
- 1997 – Prémio Crafoord[4]
- 1999 – Prémio Hans Bethe